# Златина, Злата Васильевна
Златина Злата Васильевна — российский художник-график, архитектор, член-корреспондент РАХ (2021 г.). 

## Биография
Живёт и работает в Москве.
Окончила в 2013 году кафедру жилых и общественных зданий Московского архитектурного института, МАрхИ.
С 2017 г. — член Союза московских архитекторов (СМА);
С 2020 г. — член Научно-методического совета по художественному образованию при Президиуме Российской академии художеств;
С 2021 г. — член-корреспондент Российской академии художеств (Отделение архитектуры);
С 2023 г. — член Московского союза художников (МСХ);
С 2024 г. — профессор Международной академии архитектуры (Отделение в Москве, МААМ).

## Творческая деятельность
Участник художественных выставок с 2008 года, в том числе и биеннале современного искусства, ежегодных выставочных проектов, проводимых Московским союзом художников и Союзом московских архитекторов, таких как "ЖИВОПИСЬ. СКУЛЬПТУРА. ГРАФИКА".
С 2014 по 2025 годы являясь консультантом Отделения архитектуры Российской академии художеств входила в состав группы сотрудников аппарата Президиума РАХ, работающих в рамках Программы фундаментальных научных исследований Российской Федерации на долгосрочный период (2021-2030 гг.), в состав оргкомитета ежегодного цикла научно-практических конференций «Искусство реставрации. Сохранение культурного наследия» и «Градостроительство. Архитектурная среда». Куратор ряда выставочных проектов Российской академии художеств совместно с Союзом московских архитекторов в ЦДА («Парк скульптур» 2015 г., «Автопортрет» 2019 г. и др.).
Злата Златина — автор художественных работ по направлению фигуративной живописи и графических произведений, где архитектурное наследие СССР стало темой ее исследования, главным образом работает в технике акварель в жанре городского пейзажа.
Работы в области монументального искусства: проект мемориальной доски основателю российской отечественной кардиологии, профессору А. Н. Бакулеву на Кудринской площади, дом 1 (2016 г., скульптор З. К. Церетели — народный художник СССР и РФ), проект мемориальной доски народному художнику СССР Е. И. Зверькову на Верхней Масловке, дом 1 (2017 г., скульптор: народный художник РФ — Н. А. Иванов, архитектор: заслуженный архитектор РФ — О. А. Кошкин), проект мемориальной доски Герою Советского Союза Ф. И. Винокурову на 2-й Тверской-Ямской улице, дом 40 (2022 г., скульптор: заслуженный художник РФ — И. А. Бурганов) и других — всё в Москве.

## Награды
- Медаль им. Е. И. Зверькова (2018 г.), учрежденная наследниками художника.

Награды РАХ:
- Медаль «За заслуги перед Академией» (2019 г.);
- Благодарности РАХ (2015-2022 гг.).